# Radensee
Radensee ist ein Ortsteil von Priepert im Landkreis Mecklenburgische Seenplatte in Mecklenburg-Vorpommern.
Die Ansiedlung liegt in einem Waldgebiet in der Mecklenburgischen Seenplatte und ist in Form eines im Nordosten unterbrochenen Kreises umringt vom Ziernsee, Ellbogensee, Großem Priepertsee, Wagnitzsee, Krummem See und Kleinem Schwaberowsee. Die Geländehöhe der Ortsbebauung liegt bei etwa 65 m ü. NHN. Priepert befindet sich etwa 1,2 Kilometer westlich. Östlich und südlich des Dorfes, am Ziernsee, liegen zwei Campingplätze.
Die Ansiedlung wurde erstmals 1440 urkundlich als Bauerndorf erwähnt. Nach einer Unterbrechung wird es 1654 als „Pachtschäffrey“ bezeichnet, 1764 als „Redense“. 1889 lebten 55 Personen im Ort.